# Condado de Morton (Dakota del Norte)
El condado de Morton (en inglés: Morton County, North Dakota), fundado en 1873, es uno de los 53 condados del estado estadounidense de Dakota del Norte. En el año 2000 tenía una población de 25 303 habitantes y una densidad poblacional de 5 personas por km². La sede del condado es Mandan.

## Geografía
Según la Oficina del Censo, el condado tiene un área total de 5038 km² (1945,2 mi²), de la cual 4988 km² (1925,9 mi²) es tierra y 49 km² (18,9 mi²) es agua.

### Municipios
- Breien
- Captain's Landing
- Fort Rice
- Huff

### Condados adyacentes
- Condado de Oliver (norte)
- Condado de Burleigh (noreste)
- Condado de Emmons (este)
- Condado de Sioux (sureste)
- Condado de Grant (sur)
- Condado de Stark (oeste)
- Condado de Mercer (noroeste)

## Demografía
En el 2000 la renta per cápita promedia del condado era de $26 389, y el ingreso promedio para una familia era de $31 771. El ingreso per cápita para el condado era de $15 018. En 2000 los hombres tenían un ingreso per cápita de $22 153 versus $16 743 para las mujeres. Alrededor del 15.40% de la población estaba bajo el umbral de pobreza nacional.
| 1890 | 1900 | 1910 | 1920 | 1930 | 1940 | 1950 | 1960 | 1970 | 1980 | 1990 | 2000   | Est. 2009 |
| ---- | ---- | ---- | ---- | ---- | ---- | ---- | ---- | ---- | ---- | ---- | ------ | --------- |
| 3248 | 4818 | 7251 | 9010 | 9621 | 8984 | 7590 | 6702 | 5545 | 4800 | 4021 | 25 303 | 2582      |

## Mayores autopistas
| - Interestatal 94 | - Carretera de Dakota del Norte 6 - Carretera de Dakota del Norte 21 - Carretera de Dakota del Norte 25 | - Carretera de Dakota del Norte 31 - Carretera de Dakota del Norte 49 - Carretera de Dakota del Norte 1806 |

## Lugares

### Ciudades
- Almont
- Flasher
- Glen Ullin
- Hebron
- Mandan
- New Salem

Nota: todas las comunidades incorporadas en Dakota del Norte se les llama "ciudades" independientemente de su tamaño